# Jedová chýše
Jedová chýše byla od středověku do začátku 20. století hospoda na pražském Karlově provázená řadou legend a špatnou pověstí. Známá je mimo jiné díky československému televiznímu kriminálnímu seriálu Hříšní lidé města pražského jako „doupě pražské galérky“.

## Historie

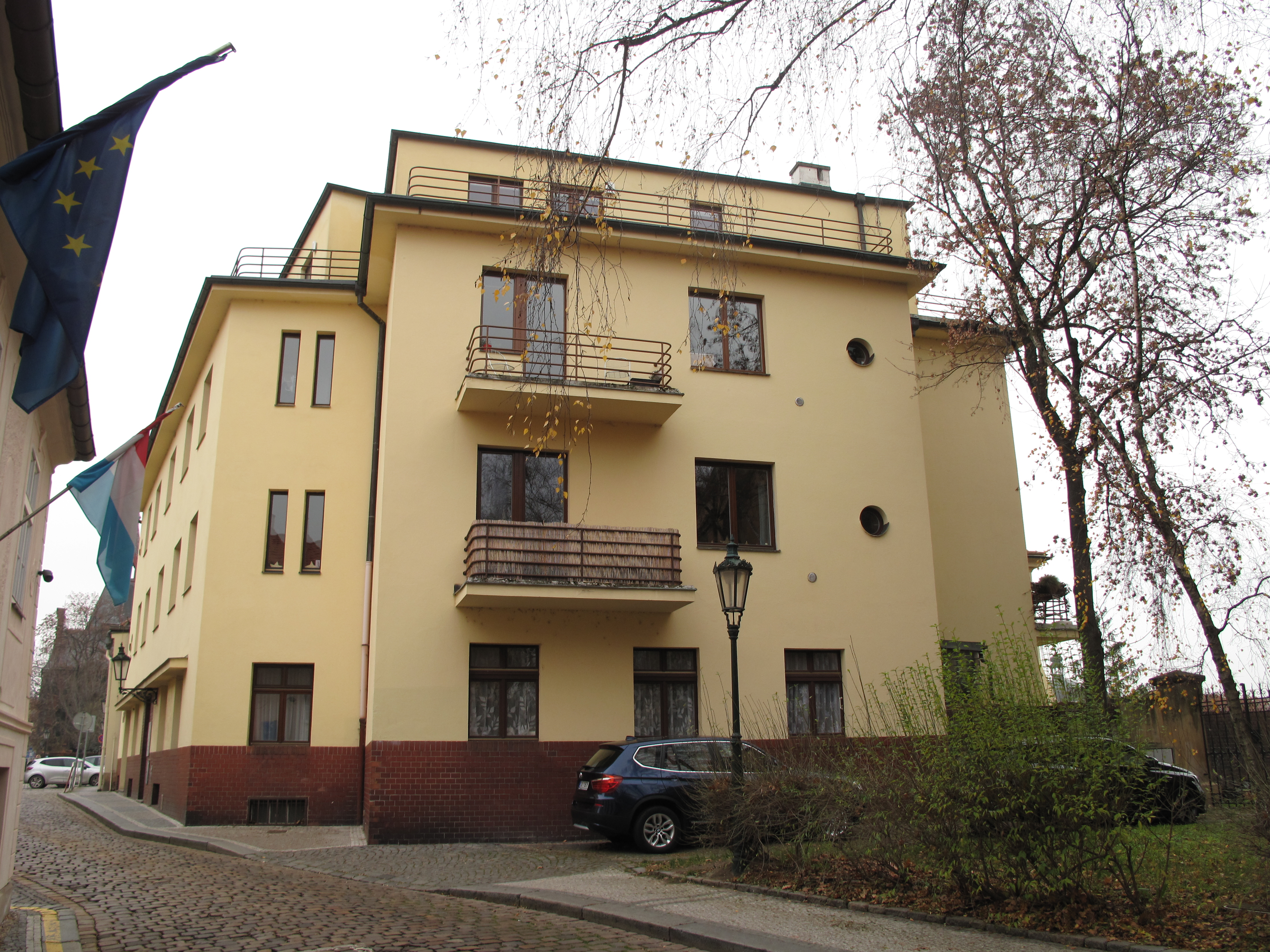
Dům postavený na místě Jedové chýše

Jedová chýše stávala od třináctého století na návrší Větrov, v dnešní Apolinářské ulici č. p. 445/6, nad místním kostelem (založen 1362). Již ve čtrnáctém století to bylo místo častých přepadení i vražd.
Posledním majitelem Jedové chýše byl prof. Antonín Heveroch (1869–1927), který chtěl po zbourání chýše rozšířit nedaleký blázinec nebo vybudovat soukromé sanatorium, avšak krátce poté zemřel.
Hospoda (nízký domek s mansardovou střechou krytou šindelem) byla zbourána v roce 1933. Jednalo se tak zřejmě o hospodu s nejdelší nepřetržitou existencí v Česku. Na jejím místě byl postaven funkcionalistický činžovní dům architekta Josefa Kalouse. Dům stojí mezi kostelem sv. Apolináře a pláckem s kamenným sloupem se sochou svatého Vojtěcha z roku 1677 na křižovatce ulic Apolinářské a Viničné. V tomto domě bydlel hudebník Ladislav Štaidl.
Název „Jedová chýše“ dnes užívá například hospoda ve Vodičkově ulici nebo v Hlubočepích.

## Legendy a zajímavosti
Hospodu prý občas navštěvoval v přestrojení český král Václav IV. Ten prý v hospodě Na Vinici poznal ve dvou hostech nájemné vrahy, kteří se ho kdysi pokusili ve Vídni otrávit. Kat, který ho doprovázel, jim vhodil do vína jed a oba na místě zemřeli. Jedová chýše tak získala svůj název.
Druhá možnost pojmenování je podle studentů medicíny z nedaleké Všeobecné fakultní nemocnice, kteří byli spojováni s přípravou léků a jedů.
Podle staré pověsti chodil už v roce 1326 do hospody strašit o půlnoci z Židovského města legendární Golem Rabiho Löwa. Ten se však narodil až v 16. století.
Jeden z majitelů prý přivazoval lžíce na řetízky, a aby nikdo neukradl talíře, nechal do stolů vydlabat jamky, do kterých se jídlo servírovalo. Když host dojedl, hostinský hadrem otřel lžíci i jamku a byla připravena pro dalšího.
V 19. století se hospoda stala oblíbeným hnízdem německých buršáků, jejichž „opilecké rejdy a neplechy spojené s divokými orgiemi z ní udělaly sprostou dupárnu a vykřičenou hospodu“.
V roce 1926 zde Karel Lamač natáčel film Dobrý voják Švejk.
V knize Z hlubin pražského podsvětí, jejíž autor je Karel Ladislav Kukla, je Jedové chýši věnována celá jedna kapitola s názvem „Konec Jedové chýše“.
Přátelé prof. Heverocha varovali, že krčma je prokletá. Ten půl roku po její koupi nečekaně zemřel.